# ヨナス・エルボーグ
ヨナス・エルボーグ（Jonas Hellborg、1958年6月7日 - ）は、スウェーデンのベーシスト。ジョン・マクラフリン、ウスタッド・スルタン・カーン、ファザル・クレシ、ビル・ラズウェル、ショーン・レイン、イェンス・ヨハンソン、アンダース・ヨハンソン、ジンジャー・ベイカー、マイケル・シュリーヴ、V・セルヴァガネシュ、ジェフ・サイプ、マティアス・IA・エクルンド、パブリック・イメージ・リミテッド、バケットヘッドと共演してきた。

## 略歴
エルボーグは、1976年にスウェーデンで地元のロック・バンドとツアーを行い、音楽のキャリアを開始した。1979年にストックホルムの小さなクラブでパーカッショニストのリーバップ・クワク・バーに見出され、1年間ロンドンに移り、さまざまなプロジェクトでリーバップと共演した。1981年にスイスで開催されたモントルー・ジャズ・フェスティバルにて演奏し、マイケル・ブレッカーと出会い、ジョン・マクラフリン、ビリー・コブハム、その他のフュージョン・スターを紹介された。1983年にマクラフリンによって改編されたマハヴィシュヌ・オーケストラへの参加を求められた。1988年まで在籍し、ツアーやレコーディングを行った。また、この時期にマクラフリンとのデュエット・ツアーを数回行っている。
1986年と1987年に、彼はドラムにジンジャー・ベイカー、キーボードにバーニー・ウォレルをフィーチャーしたプロジェクトでツアーを行い、エルボーグの1988年のアルバム『ベース』にも登場した。彼らは1989年にも一緒に演奏を続けた。
1988年、エルボーグはニューヨークに移り、最初はキーボード奏者のアイデン・エッセンとドラマーのケンウッド・デナード、後にヨハンソン・ブラザーズを組むキーボードのイェンスとドラムのアンダースを含む、自身のバンドを始動した。彼は、音楽プロデューサーでベーシストのビル・ラズウェルと一緒に、グリーンポイント・スタジオ (Greenpoint Studios)というレコーディング・スタジオを始めた。彼らは1993年初頭まで、トニー・ウィリアムズ参加のアルバム『The Word』、マイケル・シュリーヴとバケットヘッドとのアルバム『オクターヴ・オブ・ザ・ホーリー・イノセンツ』、マテリアルの『ハリューシネイション・エンジン』、ヨハンソン・ブラザーズとの『e』など、そこで多数のレコードを録音した。
1993年、自分のスタジオでのパートをラズウェルへ売却し、フランスのパリに定住するようになった。翌年、彼はギタリストのショーン・レインとチームを組み、9年間続く協力関係を築いた。最初のレコードは、ジンジャー・ベイカーの息子であるコフィがドラムを担当したアルバム『Abstract Logic』。これに、マイケル・シュリーヴの『Two Doors』が続いた。3枚目のレコードまでに、ドラマーのジェフ・サイプが加わり、1995年から1997年の間に4枚のレコードと多くのツアーを制作する長いストレッチに乗り出した。
1998年、エルボーグはパーカッショニストのV・セルヴァガネシュと、パリでのザキール・フセインのコンサートで出会った。2人はそれ以来続く、長きにわたる音楽的パートナーシップを形成した。まず、セルヴァガネシュはエルボーグとデュエットを組み、エルボーグが当時取り組んでいたさまざまな「クラシカル」なセッティングに参加した。その後、グループが結成され、最初はレインとのトリオで、次にセルヴァガネシュの2人の兄弟である V・ウマシャンカールとV・ウママヘシュを含むクインテットが結成された。このグループで2枚のCDと1枚のDVDが制作されている。2003年にショーン・レインが亡くなった後も、エルボーグはインド音楽と西洋音楽の融合を探求し続け、デバシシュ・バタチャルヤ、ニラドリ・クマール、ヴィック・ヴィナヤクラム、タンモイ・ボース、U・スリニヴァサなどインドの巨匠たちと協力している。また、ギタリストのマティアス・IA・エクルンドとアート・メタルと呼ばれる新しいメタル・フュージョン・プロジェクトを開始した。
エルボーグは1979年に自身のレコード・レーベル「Day Eight Music (D.E.M.)」を設立し、彼の先駆的なコードによる初期のショーケースであり、非常に高度なスラッピングによるアプローチがなされた、最初のソロ・ベースによるレコード『The Bassic Thing』をリリースした。それはベースのみをフィーチャーした最初のLPであった。アメリカへの移住に伴い、「Bardo Music」と呼ばれる新しいレーベルが形成され、エルボーグの発表の場となる責任を引き継ぎ、現在まで約40枚に及ぶリリースを数えている。

## 使用楽器

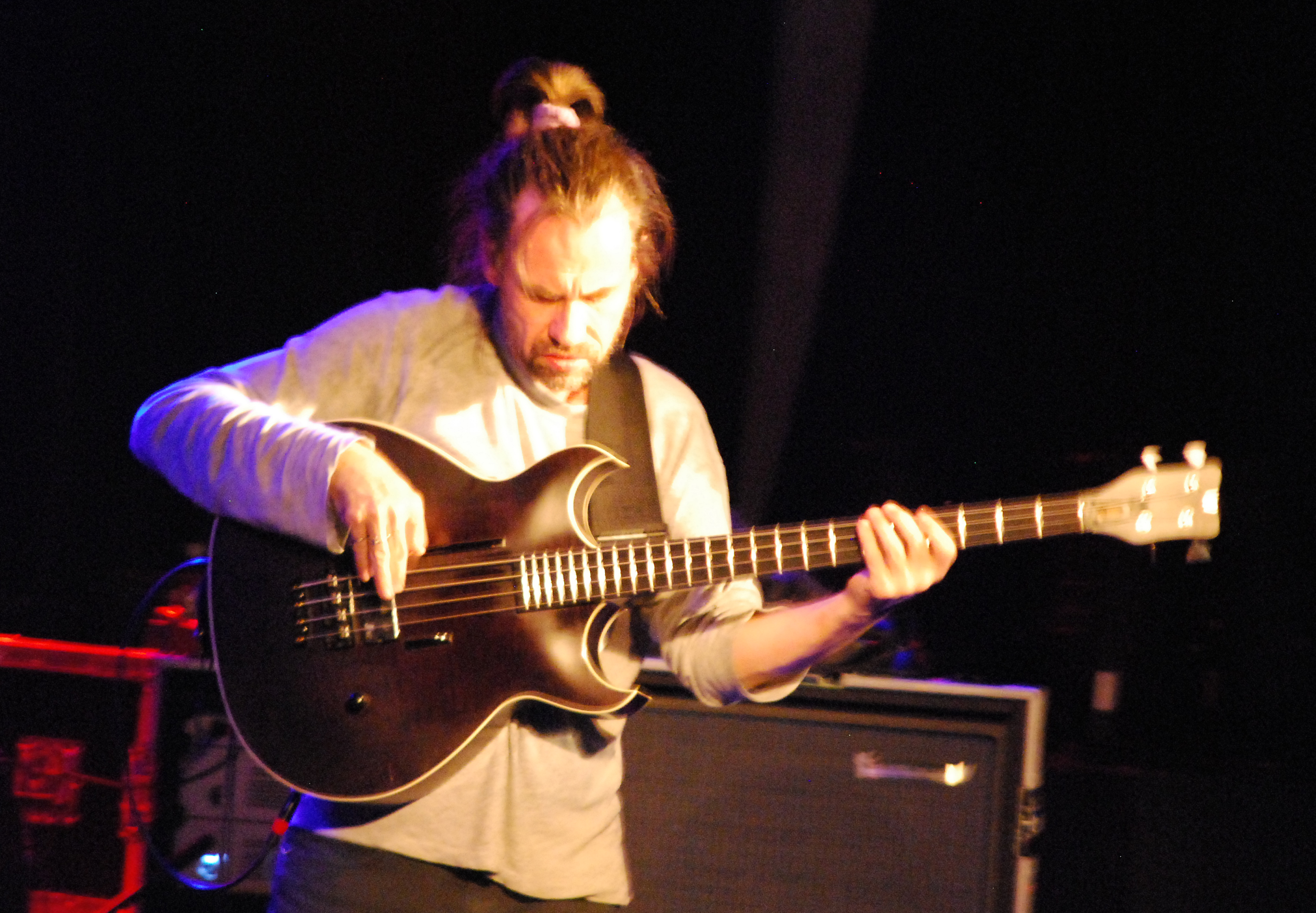
エルボーグと彼のシグネチャー・ワーウィック・ベース・モデル、Innsbruck（2011年）

エルボーグはキャリアの早い段階から楽器の設計に携わってきた。彼の作品には、史上初のバイアンプ・ベース・アンプであるアリアのためのシグネチャー・モデル (イタリアの会社、FBTとの協力によるもの)や、1983年に英国の会社、ウォルのために作られたフレット付きとフレットレスのダブルネック・ベース、そして1984年には、マスター・ルシアー（弦楽器職人）のエイブラハム・ウェクターとのコラボレーションによるアコースティック・ベースが発表された。
彼のシグネチャー・モデルや発明した楽器を扱う半ダースに及ぶ会社と協力した後、彼はドイツのメーカーであるワーウィックと協力して、新しいベースとベース・アンプのハイエンド・ラインを作成した。
エルボーグは1980年代初頭にミュージック・セールス・オブ・ロンドン (Music Sales of London)から2冊の本を出版した。『Thumb Bassics』と呼ばれるスラップ奏法の基礎についての1冊と、『Chord Bassics』と呼ばれるコード・ブックである。

## 演技
10代の頃、エルボーグはTVシリーズ『Hem till byn（村の家）』に俳優として出演した。これはスウェーデンの日常生活に着想を得た広く人気のあるドラマ・シリーズで、ジョナスの母親で女優のトーヴェ・ヴァルテンバーグが主人公の一人を演じた。彼は最初の3シーズン (1971年、1973年、1976年) に出演。シーズン4の1つのエピソード (1990年) にも出演し、そこで彼のキャラクターは有名なベーシストとなった。IMDbによると、『Hem till byn』で演じたアンダース・パーソン (Anders Persson)役が、彼唯一の演技におけるクレジットとなっている。

## ディスコグラフィ

### リーダー・アルバム
- The Bassic Thing (1979年、Day Eight Music) ※ソロ・ベース
- Dreamland (1983年、Day Eight Music)
- 『エレガント・パンク』 - Elegant Punk (1984年、Day Eight Music) ※ソロ・ベース
- 『アクシス』 - Axis (1986年、Day Eight Music)
- 『ベース』 - Bass (1988年、Day Eight Music)
- 『ADFA』 - Adfa (1989年、Day Eight Music)
- 『ザ・サイレント・ライフ』 - The Silent Life (1991年、Day Eight Music) ※アコースティック・ソロ・ベース
- 『ルック』 - Jonas Hellborg Group (1990年、Day Eight Music)
- 『e』 - Jonas Hellborg Group E (1991年、Day Eight Music)
- The Word (1991年、Axiom)
- Ars Moriende (1994年、Day Eight Music) ※with グレン・ヴェレツ
- Abstract Logic (1995年、Bardo)
- 『オクターヴ・オブ・ザ・ホーリー・イノセンツ』 - Octave of the Holy Innocents (1993年、Day Eight Music)
- Temporal Analogues of Paradise (1996年、Bardo)
- Time Is the Enemy (1997年、Bardo)
- Aram of the Two Rivers (1999年、Bardo)
- Zenhouse (1999年、Bardo)
- Good People in Times of Evil (2000年、Bardo)
- Personae (2002年、Bardo)
- Icon: A Transcontinental Gathering (2003年、Bardo)
- Kali's Son (2006年、Bardo)
- Art Metal (2007年、Bardo)
- The Jazz Raj (2014年、Bardo)

マハヴィシュヌ・オーケストラ
- 『マハヴィシュヌ』 - Mahavishnu (1984年、Warner Bros.)
- 『アドヴェンチャーズ・イン・ラジオランド』 - Adventures in Radioland (1987年、Relativity)

デッドライン
- 『ダウン・バイ・ロウ』 - Down by Law (1985年、Celluloid)
- 『ディシデント』 - Dissident (1991年、Day Eight Music)

### 参加アルバム
マイケル・ジョセフ・スミス
- All Our Steps... (1983年、Day Eight Music)
- Faces (1986年、Day Eight Music)

マイケル・シュリーヴ
- The Leaving Time (1988年、Novus/RCA)
- Two Doors (1995年、CMP) ※with ショーン・レイン

パブリック・イメージ・リミテッド
- 『ALBUM』 - Album (1986年、Virgin)

トリロク・グルトゥ
- 『アスフレット』 - Usfret (1988年、CMP)

スルタン・カーン & ファザル・クレシ
- Friends Across Boundaries (1999年、Ninaad Music)

ジンジャー・ベイカー
- 『アンシーン・レイン』 - Unseen Rain (1992年、Day Eight Music)
- Middle Passage (1990年、Axiom)

Kollektiv
- Kollektiv Feat. Jonas Hellborg (1988年、ITM)

イェンス・ヨハンソン
- 『飛べない創造物』 - Fjäderlösa Tvåfotingar (1991年、Day Eight Music)

アンダース・ヨハンソン
- Shutka (1992年、Day Eight Music)
- Red Shift (1997年、Heptagon)

RAF
- Ode to a Tractor (1992年、Day Eight Music) ※with イェンス・ヨハンソン、ビル・ラズウェル、ペーター・ブロッツマン

リーバップ・クワク・バー
- Melodies in a Jungle Man's Head (1983年、Day Eight Music)

Shining Path
- No Other World (1992年)

Busch-Werk
- Trance (2011年、Zauberhaus)